# José Oiticica
José Rodrigues Oiticica (22 juillet 1882 - 30 juillet 1957) est un poète et anarchiste brésilien. Il a été fondateur et rédacteur en chef de la revue anarchiste Ação direta (Action directe), de 1946 jusqu'à sa mort. Il a également écrit et publié plusieurs livres de poésie. 

## Biographie
Fils d'un sénateur, Oiticica a été envoyé dans une école religieuse d'où il est expulsé pour rébellion. En 1906, il a fondé l'Association latino-américaine, où il fait la promotion pour une éducation progressive. Il enseigne par la suite la philologie du portugais à l'Université de Hambourg (1929–1930). 
L'évolution croissante de ses idées le conduit à l'anarchisme en 1912. Il participe au Centre d'études sociales, où il devient un militant libertaire actif, tenant des conférences dans les syndicats et participant aux côtés des ouvriers à diverses activités de protestation sociale et d'agitation. En 1918, il est arrêté et déporté pour activité insurrectionnelle, accusé d'avoir appelé à une grève générale. En 1924, il est à nouveau emprisonné du fait de ses activités militantes. 
Il a été fondateur et rédacteur en chef de la revue anarchiste Ação direta (Action directe), de 1946 jusqu'à sa mort. Il a également écrit et publié plusieurs livres de poésie. 
En mars 1958, divers anarchistes ont créé, à sa mémoire, le Centre pour José Oiticica (CEPJO) à Rio de Janeiro. celui-ci existe jusqu'en octobre 1969, date à laquelle ses membres sont arrêtés, emprisonnés et torturés. 
José Oiticica est le père du photographe José Oiticica Filho (1906–1964) et le grand-père de l'artiste Hélio Oiticica.  